# Masakra w École polytechnique de Montréal
Masakra w École polytechnique de Montréal, zwana także Masakrą w Montrealu – masowe morderstwo dokonane 6 grudnia 1989 roku w Montrealu w prowincji Quebec w Kanadzie motywowane mizoginią – uzbrojony w broń palną i nóż myśliwski 25-letni Marc Lépine wkroczył do budynku uczelni. Po wejściu do pierwszej sali rozdzielił kobiety i mężczyzn, najpierw każąc wyjść mężczyznom, po czym zaczął strzelać do kobiet. Następnie przeszedł przez kilka innych pomieszczeń, gdzie celował i strzelał do kobiet, łącznie trafiając 28 osób: 24 kobiety i 4 mężczyzn. 14 kobiet zmarło w wyniku odniesionych ran, a Lépine popełnił samobójstwo.
Podczas masakry Marc Lépine mówił, że „walczy z feminizmem”, a w liście samobójczym napisał, że feminizm zrujnował mu życie; list zawierał także wykaz nazwisk 19 kobiet, które zamachowiec uważał za feministki i najwidoczniej zamierzał zabić.

## Przebieg
O godzinie 16:00 po południu 6 grudnia 1989 roku 25-letni Marc Lépine wszedł do budynku politechniki w Montrealu, uzbrojony karabin typu Ruger Mini-14 i nóż myśliwski.
Po wejściu napastnik przebywał kilka chwil w biurze na drugim piętrze budynku politechniki. Kilka osób przechodzących obok zapytało się go czy może mu w jakiś sposób pomóc, gdyż sprawca chodził w biurze i jego okolicach wokół bez celu i co jakiś czas znowu usiadał na krześle w biurze – Marc nie odezwał się jednak do nikogo. O godz. 17:10 wyszedł z biura i skierował się do jednej z klas gdzie akurat trwała prezentacja ze strony studentów; Marc kazał odejść po krótkiej rozmowie i pod groźbą wystrzału z karabinu mężczyznom na jedną stronę sali, a później wyjść z niej, a kobietom ustawić się na środku tej sali, przy jednym z kątów pod ścianą w klasie.
Następnie oddał strzały w studentki w tej klasie, zabijając i raniąc wiele kobiet w sali, po czym chodził po budynku i oddawał strzały na korytarzu do innych kobiet i w drzwi od klas, które zaczęły być barykadowane przez studentów i wykładowców po tym gdy usłyszeli pierwsze strzały.
Lépine poszedł następnie na szkolną stołówkę gdzie zabił kilka kolejnych kobiet i ranił następne kobiety.
Po wyjściu ze stołówki sprawca udał się do klasy gdzie inni studenci także mieli prezentację, tak jak w pierwszej sali gdzie rozpoczęła się strzelanina – napastnik otworzył kopniakiem drzwi i postrzelił studentkę stojącą na podwyższeniu, prezentującą studentkę, po czym zastrzelił kilka kolejnych kobiet w sali i ranił inne osoby, w tym kilku mężczyzn; następnie zadźgał nożem postrzeloną wcześniej studentkę w tej sali, krzyknął O, cholera!, po czym popełnił samobójstwo.

## Zabite w wyniku masakry
1. Geneviève Bergeron (lat 21)
2. Hélène Colgan (lat 23)
3. Nathalie Croteau (lat 23)
4. Barbara Daigneault (lat 22)
5. Anne-Marie Edward (lat 21)
6. Maud Haviernick (lat 29)

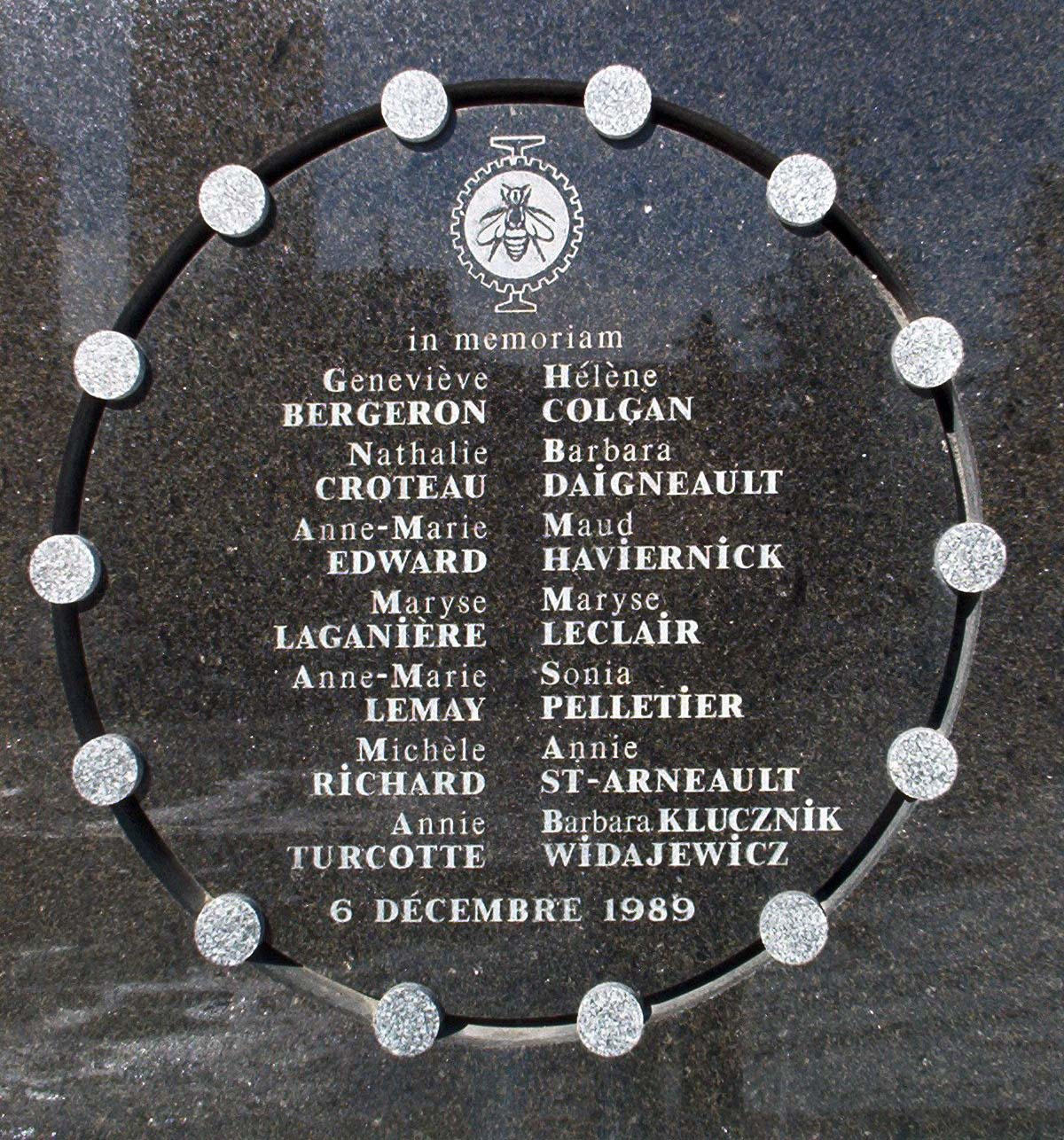
Tablica upamiętniająca ofiary masakry umieszczona na ścianie École polytechnique de Montréal

7. Barbara Klucznik-Widajewicz (lat 31)
8. Maryse Laganière (lat 25)
9. Maryse Leclair (lat 23)
10. Anne-Marie Lemay (lat 22)
11. Sonia Pelletier (lat 28)
12. Michèle Richard (lat 21)
13. Annie St-Arneault (lat 23)
14. Annie Turcotte (lat 20)

## Skutki masakry
Osoby ranne i obserwujące wydarzenie doświadczyły różnorodnych fizycznych, psychologicznych, społecznych i finansowych konsekwencji, włączając w to zespół stresu pourazowego, ponadto zanotowano wzrost liczby samobójstw wśród osób studiujących, w listach samobójczych przynajmniej dwóch z nich cierpienie wywołane masakrą zostało określone jako przyczyna targnięcia się na życie; po masakrze ogłoszono trzydniową żałobę narodową w całej Kanadzie i w Quebecu.

## Sprawca
Sprawcą masakry był 25-letni Marc Lépine będący Kanadyjczykiem pochodzenia francusko-algierskiego. Pierwotnie nazywał się Gamil Rodrigue Gharbi, lecz w wieku 14 lat zmienił swoje imię i nazwisko na Marc Lépine. Jego matka była pielęgniarką i z powodu pracy często zostawiała swoje dzieci na wychowanie tymczasowym opiekunom. Lépine miał urazy wobec kobiet i feministek i wściekał się kiedy słyszał o kobietach pracujących w zawodach uznawanych za tradycyjnie męskie, takie jak policja czy wojsko. Przed atakiem kilkukrotnie był zapisany na zajęcia na politechnice gdzie później dokonał masakry, ale za każdym razem ich nie kończył lub rzucał te kierunki.

### List samobójczy
Lépine pozostawił po sobie krótki list samobójczy, w którym wyraził wściekłość wobec feministek i obwiniał je o zrujnowanie mu życia. Określił się w nim także jako racjonalistę i czynił aluzje do historii. Wyraził też podziw wobec terrorysty Denisa Lortiego, który w 1984 roku dokonał zamachu na parlament Quebecu, zabijając 3 osoby i raniąc 13 innych.

## Upamiętnienie
Od 1991 roku rocznica masakry to Narodowy Dzień Pamięci i Przeciwdziałania Przemocy Wobec Kobiet w Kanadzie. 6 grudnia flagi na budynkach rządowych są opuszczone do połowy masztu, pamięć ofiar czczona jest minutą ciszy, a do ubrań przypina się białą lub purpurową wstążkę – znak sprzeciwu wobec przemocy wymierzonej w kobiety.